# Matthieu Delpierre
Matthieu Delpierre, född 26 april, 1981 i Nancy, Frankrike, är en fransk fotbollsspelare.

## Meriter
VfB Stuttgart
- Tyska ligan: 2006/2007
- Tyska cupen: Andraplats 2006/2007